# Фаншипан
Фаншипан (Фанши, Фансипан) (на виетнамски: Phan Xi Păng) е най-високият планински масив във Виетнам, издигащ се в северозападната част на страната, в планината Хоангленшон. Максималната височина е връх Фаншипан (3143 m). Изграден е предимно от кварцити, гранити и гнайси. Склоновете му са стръмни, дълбоко разчленени от речните дефилетата на десните притоци на река Хонгха и левите притоци на река Да (десен приток на Хонгха), а билните му части са с остри гребени. Склоновете му са обрасли от вечнозелени, а над 1700 – 1800 m – от листопадни и иглолистни гори.